# リトル・ショップ・オブ・ホラーズ (1986年の映画)
『リトル・ショップ・オブ・ホラーズ』（Little Shop of Horrors）は1986年制作のアメリカ映画。1960年に制作された同名映画のミュージカルの映画化。

## ストーリー
みなしごのさえないシーモアは、ムシュニク店長に拾われ育てられて以来、恋人の歯医者の暴力から逃れられないオードリーといっしょに花屋で働いている。そのシーモアが、ある日、中華街で奇妙な植物の鉢を買ってきた。それを店先に飾ったところ、客が興味をひかれて押しかけてきた。店長は、その植物を絶対に枯らすな、と命じるが、しかしその植物は、シーモアの血を吸う宇宙植物だった。

## キャスト
※括弧内は日本語吹替（BDのみ収録）
- シーモア・クレルボーン - リック・モラニス（三ツ矢雄二）： 花屋の店員
- オードリー - エレン・グリーン（安達忍）： 花屋の店員
- ムシュニク - ヴィンセント・ガーディニア（滝口順平）： 花屋の店長
- オリン・スクリヴェロ - スティーヴ・マーティン（玄田哲章）： サドの歯医者
- オードリー II - リーヴァイ・スタッブス（内海賢二）
- パトリック・マーティン - ジェームズ・ベルーシ（金尾哲夫）： 世界植物興業
- ウィンク・ウィルキンソン - ジョン・キャンディ（安西正弘）： ラジオのDJ
- アーサー・デントン - ビル・マーレイ（安原義人）： マゾの患者
- 最初の客 - クリストファー・ゲスト（金尾哲夫）
- 歯科医の看護師 - ミリアム・マーゴリーズ
- ロネット - ミシェル・ウィークス：コーラス隊
- クリスタル - ティチナ・アーノルド：コーラス隊
- シフォン - ティーシャ・キャンベル：コーラス隊

## 製作経緯
ロジャー・コーマンの1960年公開の同名映画が、アラン・メンケンとハワード・アッシュマンのコンビによって、1982年にオフブロードウェイでミュージカル化され、大ヒットした。このミュージカルをフランク・オズが映画化した。したがって、映画のリメイクというより、ミュージカルの映画化である。

## エピソード
この作品も、元のコーマンの映画、ミュージカルと同様に、悲劇で終わるよう撮影された。しかしながら、公開直前のスニークレビューにおいて、結末に不満が出た。このため、急遽、最後の10分が追加再撮影され、現在のものとなった。そして、その後の舞台においても、この映画のハッピーエンドバージョンの方が上演されることが多い。
このミュージカル映画の成功により、メンケンとアッシュマンのコンビは、ジェフリー・カッツェンバーグが指揮する新ディズニーの長編アニメーション部門に抜擢され、『リトル・マーメイド』に始まるディズニー・ルネサンスの作品群を築く。
しかしオリジナルを製作・監督したロジャー・コーマンによると、「内容はさておき、予算に3000万ドルなんて掛けすぎ。収益率が悪くなるだけだ」とビジネス面においてのみ批判している（元作品の予算は12,000ドル、撮影日数2日だった）。
映画の中で出てくるコーラス隊は、ミュージカルの要素を引き継ぎ、かつストーリーの展開を助け進行役をつとめる１０代３名（DVDの特典ギャラリー内では「古代ギリシャ劇のコロス」と記載されている）は、オーディションがニューヨーク、シカゴ、デトロイト、ワシントンDC、ロンドンで行われ有望な1,000名の中から選ばれた。3名ともニューヨーク在住で同じ学校、以前からの顔見知りだった。